# Скверный глобус
«Скверный глобус» — сборник небольших романов и повестей российского писателя Леонида Зорина. В книге представлено 7 произведений автора. Победитель национальной литературной премии «Большая книга» в 2009 году (третья премия).

## Общая информация
В 2008 году издательство «СЛОВО» выпустило в свет сборник небольших повестей и романов российского писателя Леонида Зорина. Книга объёмом более 500 страниц вместила в себя семь небольших произведений, которые ранее уже были представлены широкой публике. С 2006 по 2008 годы эти литературные работы публиковались в журналах «Новый мир» и «Знамя». Издание было удостоено третьей премии национального литературного конкурса «Большая книга» в 2009 году.
Пять из этих произведений Зорин относит к «монологам», а два других — как «футурологический этюд» и «московский роман». Форму «маленького романа» писатель определил как экспериментальную, однако в эти годы он работал именно над такими литературными произведениями.

## Сюжет
В этих повестях и романах Леонид Зорин заставляет рассказывать о своей жизни людей чрезмерно разных, а их соседство представляется даже курьёзным. Антон Чехов завершает свой «монолог» в произведении «Он» известным Ich sterbe — «Я умираю» (нем.). Зиновий Пешков, французский генерал; приемный сын Максима Горького и брат Якова Свердлова, и даже сам Леонид Зорин во время работы над «Покровскими воротами» и «Медной бабушкой» представлены на страницах этого удивительного сборника. Однако, уже совсем скоро, читатель понимает, что все эти персонажи являются одним человеком, который живёт в разные эпохи, а значит и думает каждый раз по-новому.
Сборник в итоге еще более автобиографичен, чем открывающий книгу печальный монолог автора: «ровно поешь» — это еще не признак «своего». Для читателя же, который говорит с писателем одним голосом, каждый его «восходитель» и «выкрест» обязательно станет «своим».
«Скверный глобус» по настоящему стал скверным и полностью оправдал своё название, впитав в себя надуманное и в основном бессодержательное.